# Ernst Stavro Blofeld
Ernst Stavro Blofeld è un personaggio immaginario nato dalla fantasia di Ian Fleming. Capo dell'organizzazione criminale SPECTRE, è un genio del crimine e il più grande nemico dell'agente segreto inglese James Bond.

## Biografia
(Blofeld rivolto a James Bond in Spectre)

Blofeld nella sua prima apparizione assoluta sullo schermo, con il volto ancora celato al pubblico e mentre accarezza il suo gatto, in A 007, dalla Russia con amore (1963)

Nel romanzo Operazione tuono Fleming narra la storia di Blofeld in modo approfondito. Il criminale è nato l'8 maggio 1908 in una imprecisata regione della Germania (locata successivamente in territorio polacco) da padre polacco e madre di origini greche (il nome Stavro infatti è greco). Dapprima patriota polacco che lotta per l'indipendenza, studia e si laurea in tecnologia all'Università di Varsavia ma nel corso della seconda guerra mondiale ha un completo cambio di rotta: passa infatti informazioni ai tedeschi dalla Turchia, ma dopo la sconfitta di Erwin Rommel si schiera con gli Alleati ricevendo (ironicamente) molte medaglie al merito. Anni dopo crea la famigerata organizzazione criminale SPECTRE, dedita a spionaggio, terrorismo, traffico d'armi e droga, corruzione, assassinio e qualsiasi altra attività illecita possibile: Bond si scontra con essa in una trilogia di romanzi (Operazione tuono, Al servizio segreto di sua maestà e Si vive solo due volte) e nel capitolo Una cascata di diamanti riuscirà ad uccidere Blofeld. Ha una compagna, Irma Bunt, che lo aiuta nei suoi piani e in Si vive solo due volte si fa passare per sua moglie; in Per servizi speciali (romanzo del 1982 di John Edmund Gardner, che proseguì la saga di 007 dopo la morte di Fleming) compare Nena, figlia che Blofeld ha avuto da una relazione con una donna francese.
La storia del personaggio viene invece modificata nel film Spectre: in questa versione il suo vero nome è Franz Oberhauser ed è figlio di Hans Oberhauser, l'uomo che si prese cura di Bond dopo che questi rimase orfano in tenera età; Franz e James crebbero quindi come fratelli adottivi, ma il primo cominciò a provare un profondo odio per il secondo a causa delle attenzioni che il padre gli riservava. Franz uccise quindi Hans e inscenò la propria morte a causa di una valanga e fondò poi la SPECTRE dopo aver assunto il nome di Ernst Stavro Blofeld, basato sul cognome da nubile della madre. Blofeld rivela quindi che anche gli antagonisti dei precedenti tre film (Le Chiffre di Casino Royale, Dominic Greene di Quantum of Solace e Raoul Silva di Skyfall) erano legati alla SPECTRE e che le disavventure capitate a Bond (in particolare l'uccisione delle donne con cui aveva rapporti amorosi) erano tutte volute da lui, sempre assetato di vendetta. Il Blofeld di questa versione ha pure molte somiglianze con le versioni precedenti: veste similmente, ha un gatto persiano bianco e nel corso di uno scontro con Bond si procura una cicatrice che gli sfregia il volto.
Il personaggio di Blofeld non è stato utilizzato nei film per molti anni anche a causa di svariati problemi legali, in quanto la produzione non aveva i diritti per utilizzare il termine "SPECTRE" e i personaggi legati alla stessa; nel 2013, tuttavia, la EON e la Danjaq (la compagnia che gestisce i diritti della saga di Bond) hanno acquistato tutti i diritti che erano rimasti nelle mani degli eredi di McClory, garantendo quindi un possibile ritorno su schermo del personaggio.

## Caratteristiche
Nei primi film Blofeld compariva sempre seduto su una poltrona intento ad accarezzare il suo gatto Persiano Chinchillà bianco; il suo volto era sempre celato nell'ombra durante le inquadrature, che lo ritraevano dal petto in giù. A partire da Si vive solo due volte, la tradizione venne rotta e il volto di Blofeld rivelato ma nei tre film consecutivi fu interpretato da tre attori diversi.
Nei romanzi Blofeld è un personaggio più tenebroso e affascinante della figura che appare nei film e ha una fine diversa: mentre nella saga cinematografica muore dopo essere stato buttato in una ciminiera, con compiaciuto sadismo, da Bond nel prologo di Solo per i tuoi occhi (benché in realtà il suo status sia sconosciuto, in quanto sopravvissuto più volte ad altre situazioni peggiori; inoltre Blofeld ha di nuovo la calvizie, eliminata dopo un intervento di chirurgia plastica), nella saga romanzesca viene strangolato a mani nude da Bond dopo un duello con katane e bastoni in Si vive solo due volte.
Nei tre romanzi in cui Blofeld appare, il personaggio usa il suo nome solo in Operazione tuono mentre in Al servizio segreto di sua maestà lo troviamo come Conte De Bleuchamp e in Si vive solo due volte come Dr. Shatterhand.

## Apparizioni ufficiali
Nei film di 007 Blofeld compare nei seguenti episodi:
- A 007, dalla Russia con amore (1963; Anthony Dawson dal petto in giù)
- Agente 007 - Thunderball (Operazione tuono) (1965; Anthony Dawson dal petto in giù)
- Agente 007 - Si vive solo due volte (1967; Donald Pleasence)
- Agente 007 - Al servizio segreto di Sua Maestà (1969; Telly Savalas)
- Agente 007 - Una cascata di diamanti (1971; Charles Gray)
- Solo per i tuoi occhi (1981; John Hollis, mai in primo piano)
- Mai dire mai (1983; Max von Sydow)
- Spectre (2015; Christoph Waltz)
- No Time to Die (2021; Christoph Waltz)

## Altre apparizioni
- Nel romanzo Dracula cha cha cha di Kim Newman, in cui compaiono numerosi riferimenti ai romanzi di Bond, Blofeld non appare concretamente (probabilmente a causa di questioni legali) ma il suo posto è preso dal vampiro Gregor Brastow (tratto a sua volta dal romanzo The Soft Whisper of the Dead di Charles L. Grant), il quale è capo dell'organizzazione criminale SMERT SPIONEM, ha al suo seguito scagnozzi dalle capacità sovrannaturali e, in riferimento ai film, assume le sembianze di un gatto bianco umanoide.
- Nella serie animata James Bond Junior Blofeld assume il nome di Scumlord e diviene capo di un'organizzazione criminale nota come SCUM; indossa un lungo soprabito, un cappello a larga tesa e ha il volto coperto da un grande paio di occhiali da sole. Come nei film, appare sempre avvolto nell'ombra ma, al posto del tradizionale gatto bianco, ha come animale da compagnia un cane bianco di media taglia chiamato Scuzzball.
- È brevemente citato in Fiume di spettri, terzo capitolo della trilogia spin-off della serie a fumetti La Lega degli Straordinari Gentlemen dedicata a Janny Dakkar, figlia del più noto Capitano Nemo.

### Videogiochi
- Blofeld appare nel videogioco GoldenEye: Rogue Agent con le sembianze di Donald Pleasence ed è doppiato da Gideon Emery.
- Blofeld è un personaggio giocabile nel videogioco GoldenEye 007 con le sembianze di Charles Gray.
- Blofeld è uno dei personaggi principali del videogioco 007 Legends ed è presente nei livelli di Al servizio segreto di Sua Maestà (la seconda missione), in cui il personaggio è rappresentato come una fusione dei tre attori apparsi nella serie cinematografica. Qui è doppiato da Glenn Wrage.

### Parodie
- Il Dottor Male, principale antagonista della serie Austin Powers, è un'evidente parodia di Blofeld; il suo gatto senza pelo, il Signor Bigolo, è molto più inquietante del tradizionale animale di Blofeld.
- Il Dottor Gang/Boss Artiglio, personaggio della serie animata L'ispettore Gadget, è il misterioso capo dell'organizzazione criminale MAD ed è probabilmente ispirato alla sua figura visto che non ci viene mai mostrato il suo viso e come animale domestico ha un gatto.
- Nel manga e anime Dragon Ball il Comandante Red e la sua organizzazione criminale Red Ribbon sono un'evidente parodia di Blofeld e della SPECTRE.
- Giovanni, antagonista della serie Pokémon, ha molte somiglianze con Blofeld: è il capo di una potente e malvagia organizzazione criminale Team Rocket, inizialmente veniva inquadrato di rado per intero e ha come animale domestico un Persian, Pokémon simile ad un grosso gatto.
- Nel quarantottesimo episodio di DuckTales - Avventure di paperi, intitolato in Italia 00-Jet, il personaggio del Dottor Nobono è ispirato a vari nemici dell'Agente 007, tra i quali Blofeld (oltre che al Dottor No e a Goldfinger): come lui è a capo di una potente organizzazione criminale con piani diabolici e porta sempre in braccio un grosso gatto.
- In Bolt - Un eroe a quattro zampe, Penny e Bolt interpretano i protagonisti di una serie televisiva il cui antagonista, il Dr. Calico, è basato su molti nemici di 007 a cominciare da Blofeld: è uno scienziato pazzo di specializzazione non chiara (come il Dr. No), capo di un'organizzazione criminale, con un occhio mutante che ricorda quello di un gatto, che ha diversi gatti come animali domestici e forse assistenti.
- Nel film Nati con la camicia, con Bud Spencer e Terence Hill, il personaggio di K1 è una chiara imitazione di Blofeld: all'inizio del film viene inquadrato senza mostrarne il viso e, anziché un gatto, accarezza un cane di razza cocker.
- All'interno del programma televisivo Pippo Chennedy Show, trasmesso da Rai Due nel 1997, l'attore Corrado Guzzanti imitava l'allora primo ministro Romano Prodi utilizzando alcuni elementi caratteristici del personaggio di Blofeld, eliminando gli avversari politici premendo un pulsante seduto in poltrona assieme all'immancabile gatto persiano bianco.

## Incongruenze
Nella saga cinematografica 007 e Blofeld si trovano per la prima volta faccia a faccia in Si vive solo due volte. Tuttavia, nel film successivo, Al servizio segreto di Sua Maestà, quando il primo si presta a incontrare l'altro decidendo di indossare sul viso solo un paio di occhiali da vista, sorprendentemente non viene riconosciuto (perlomeno immediatamente) dal folle criminale. Ciò è dovuto al fatto che i film della saga di 007 non sono stati girati nello stesso ordine cronologico dei romanzi di Fleming, mentre la sceneggiatura ha seguito più fedelmente le dinamiche narrate dall'autore nei suoi libri.